# Руїгі
Руїгі (кір. Ruyigi) — місто на сході Бурунді, адміністративний центр однойменної провінції.

## Географія
Місто знаходиться в центральній частині провінції, на південь від річки Санзу (басейн річки Рувуву), на висоті 1842 метрів над рівнем моря . Руїгі розташований на відстані приблизно 96 кілометрів на схід від Бужумбури, найбільшого міста країни.

### Клімат
Місто знаходиться у зоні, котра характеризується кліматом тропічних саван. Найтепліший місяць — вересень із середньою температурою 19.9 °C (67.8 °F). Найхолодніший місяць — червень, із середньою температурою 17.7 °С (63.9 °F).
| Клімат Руїгі            | Клімат Руїгі | Клімат Руїгі | Клімат Руїгі | Клімат Руїгі | Клімат Руїгі | Клімат Руїгі | Клімат Руїгі | Клімат Руїгі | Клімат Руїгі | Клімат Руїгі | Клімат Руїгі | Клімат Руїгі | Клімат Руїгі |
| Показник                | Січ.         | Лют.         | Бер.         | Квіт.        | Трав.        | Черв.        | Лип.         | Серп.        | Вер.         | Жовт.        | Лист.        | Груд.        | Рік          |
| Середня температура, °C | 18,7         | 18,8         | 18,9         | 18,9         | 18,4         | 17,7         | 17,9         | 19,2         | 19,9         | 19,7         | 18,7         | 18,6         | 18,8         |
| Норма опадів, мм        | 150.9        | 157.6        | 173          | 194.5        | 80.2         | 6.2          | 5.1          | 11.3         | 49.8         | 84.3         | 179.6        | 167.5        | 1260         |
| Днів з опадами          | 21,1         | 20,3         | 21,4         | 23,4         | 12,1         | 2,1          | 2,7          | 3,5          | 8,4          | 15,5         | 24,4         | 23,5         | 178,4        |
| Вологість повітря, %    | 79.3         | 79.4         | 79.9         | 82.3         | 79.3         | 71.7         | 64.4         | 60.4         | 62.6         | 68.1         | 76.4         | 80.1         | 73.7         |
| ----------------------- | ------------ | ------------ | ------------ | ------------ | ------------ | ------------ | ------------ | ------------ | ------------ | ------------ | ------------ | ------------ | ------------ |
| Джерело: Weatherbase    |              |              |              |              |              |              |              |              |              |              |              |              |              |

## Населення
За даними перепису 1991року чисельність населення Руїгі становила 2377 осіб.
Динаміка чисельності населення міста за роками:
| 1991 | 2008 |
| ---- | ---- |
| 2377 | 7139 |

## Транспорт
Найближчий аеропорт розташований у місті Гітега.

## Релігія
Місто є центром католицької єпархії Руїги.

## Див також
- Міста Бурунді